# Brachyopa panzeri
Brachyopa panzeri es una especie de sírfido. Se distribuye por Europa.